# (4133) Heureka
(4133) Heureka est un astéroïde de la ceinture principale.

## Description
(4133) Heureka est un astéroïde de la ceinture principale. Il fut découvert le 17 février 1942 à Turku par Liisi Oterma. Il présente une orbite caractérisée par un demi-grand axe de 2,58 UA, une excentricité de 0,12 et une inclinaison de 12,1° par rapport à l'écliptique.

## Compléments